# Biathlon Canada
Biathlon Canada est la fédération sportive de biathlon du Canada. En tant que fédération nationale, l'organisation est membre du Comité olympique canadien et de l'Union internationale de biathlon.

## Équipes
- Équipe nationale senior
- Équipe nationale B
- Équipe nationale junior

## Compétitions
- Championnats canadiens de biathlon

## Fédérations provinciales
- Québec : Fédération québécoise de biathlon
- Manitoba : Biathlon Manitoba
- Nouveau-Brunswick : Biathlon NB
- Alberta : Biathlon Alberta
- Colombie-Britannique : Biathlon BC
- Nouvelle-Écosse : Biathlon Nova Scotia
- Ontario : Biathlon Ontario
- Île-du-Prince-Édouard : Biathlon PEI
- Saskatchewan : Biathlon Saskatchewan
- Terre-Neuve-et-Labrador : Biathlon Newfoundland and Labrador

## Temple de la renommée

### Athlètes
- Myriam Bédard (2004)

### Bâtisseurs
- Ray Kokkonen (1999)
- Patricia Ramage (1985)